# Пам'ятна медаль першого всеяпонського перепису населення
Пам'ятна медаль першого всеяпонського перепису населення (яп. 第一回国勢調査記念章) — медаль Японської імперії.

## Історія
Перший всеяпонський перепис населення розпочався 1 жовтня 1920 року. Його результати показали, що населення Японської імперії становило 55 963 513 чоловік.
Медаль заснована 17 червня 1921 року едиктом імператора Тайсьо № 272. Медаллю нагороджували безпосередніх учасників перепису й тих, хто сприяв перепису, використовуючи своє становище. Автор дизайну медалі — скульптор Сьокічі Хата.

## Опис
Медаль має форму правильного кола діаметром 30 мм. Виконана із темної бронзи. На аверсі зображений чиновник часів реформ Тайка (його зображення у сидячій позі було зображено на марках та плакатах), який стоїть біля столу і тримає в правій руці паличку для письма, а в лівій руці — сувій із записом. Навколо нього — зубчастий опуклий орнамент, що символізує герб Японської імперії — шістнадцятилистну хризантему. На реверсі напис ієрогліфами 大正九年国勢調査記念章十月一日 (укр. 9-й рік Тайсьо (1921), пам'ятна медаль національного перепису, 1 жовтня). Медаль кріпиться до кільця шляхом ланки, виконаної у формі листя павловнії та бруньки.
Стрічка медалі виготовлена з муарового шовку, шириною 37 мм, фіолетова, в центрі — біла 11-міліметрова смуга, по краях стрічки — 2 білі смуги по 2 міліметри кожна. Футляр медалі дерев'яний, на кришці футляра написано назву медалі.

## Галерея

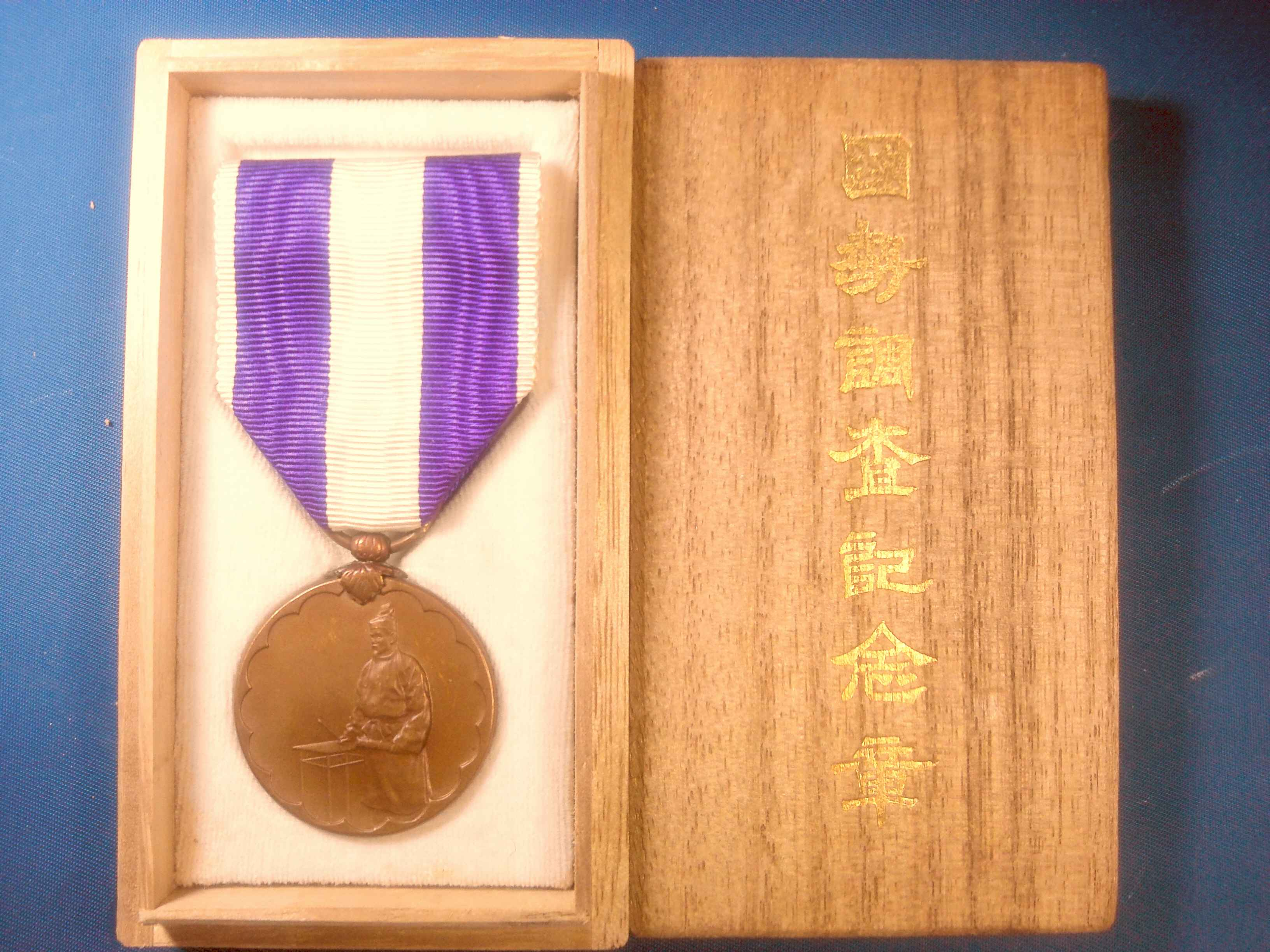
Медаль і футляр
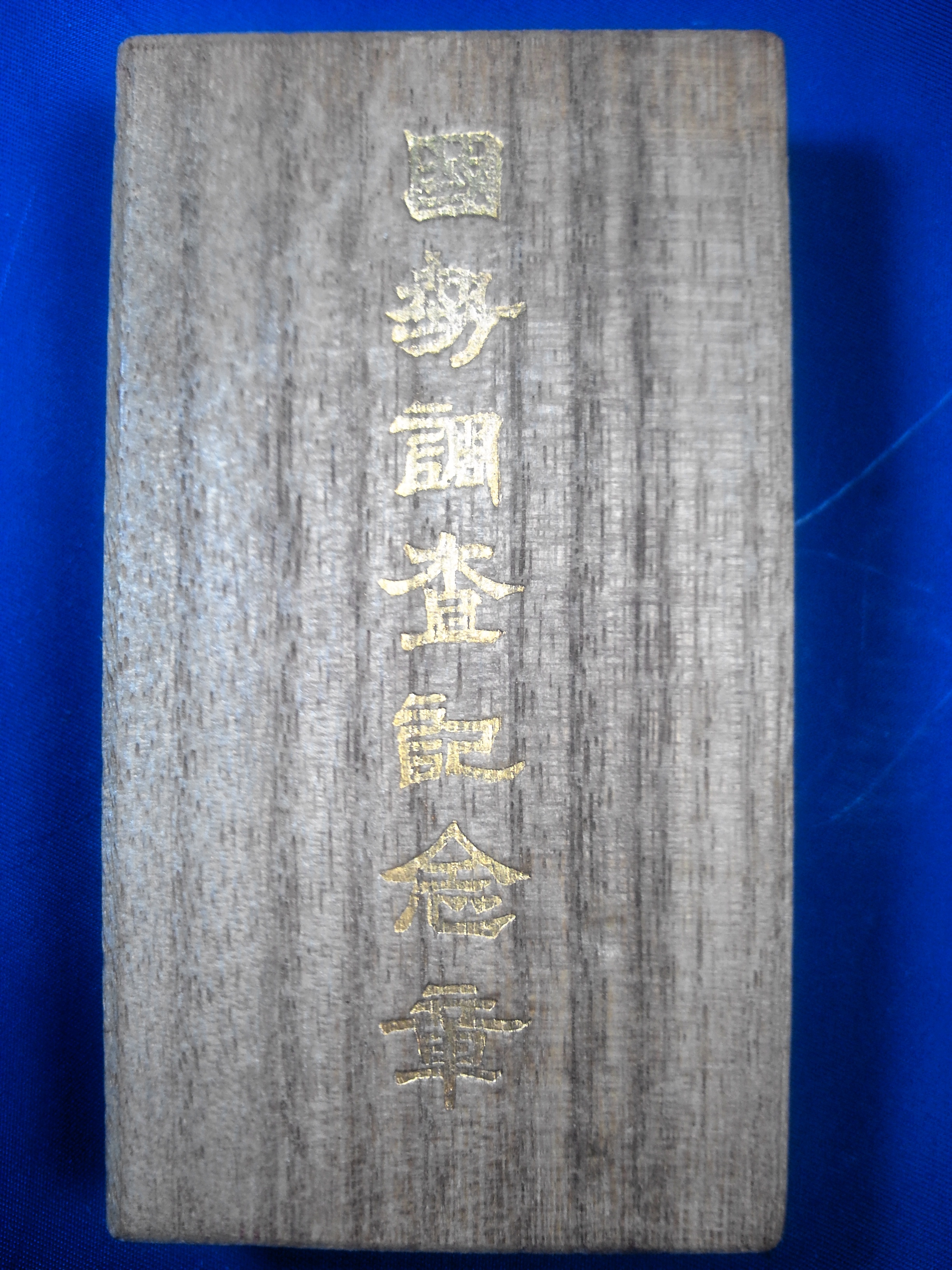
Інший варіант футляру
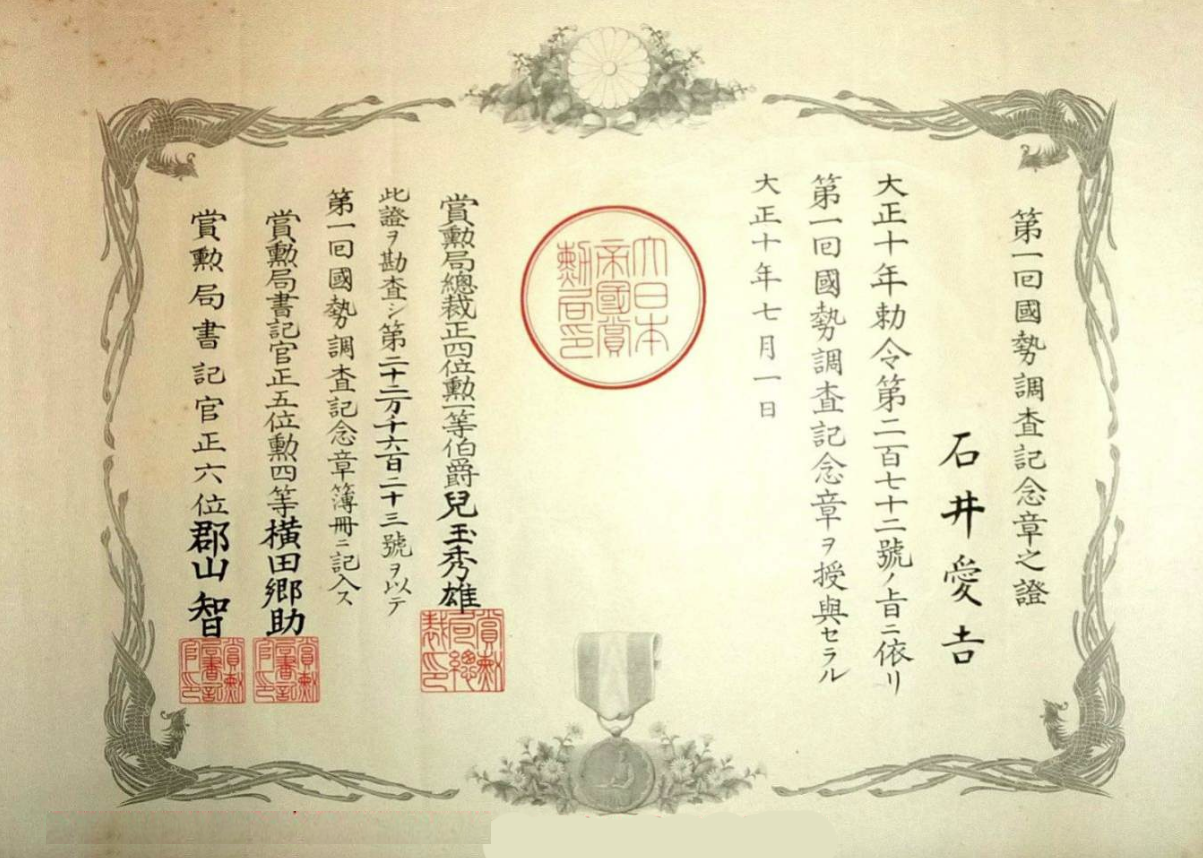
Нагородний сертифікат